# Anna Söderberg
Anna Therese Söderberg, född 11 juni 1973 i Knista i Örebro län, är en svensk friidrottare som främst tävlar i diskuskastning. Hon utsågs år 1997 till Stor grabb/tjej nummer 434.

## Karriär
År 1994 kastade Söderberg 64,54 meter, vilket blev nytt svenskt rekord. År 1997 och 2005 hamnade Söderberg på elfte plats. Vid världsmästerskapen i friidrott 2003 kom Söderberg på en åttondeplats. Vid EM 2006 i Göteborg och 2010 i Barcelona kom hon till final, år 2006 på tionde plats och 2010 på elfte plats. 
Då hon deltog i IAAF World Athletics Final kom hon år 2006 på tredje plats, 2007 på sjunde plats och 2008 på femte plats. År 2012 blev hon Sverigemästare för 20:e året i rad.
Förutom i diskus har Söderberg även tävlat i släggkastning, kulstötning och tyngdlyftning, där hon erövrat ett antal SM-tecken.

## Personliga rekord
| Utomhus - Kula – 16,30 (Malmö 7 augusti 1999) - Kula – 16,16 (Ludvika 29 juni 1999) - Diskus – 64,54 (Aremark, Norge 31 juli 1999) | Inomhus - Kula – 16,23 (Flagstaff, Arizona USA 22 februari 1997) - Kula – 16,06 (Göteborg 31 januari 1998) - Kula – 16,06 (Sätra 1 mars 2003) - Diskus – 57,09 (Växjö 27 mars 2010) - Viktkastning – 19,96 (Flagstaff, Arizona USA 22 februari 1997) |

### Fotnoter
1. 1 2 3 4  ”SWEDISH TEAM European Athletics Championships, Göteborg 2006.”. friidrott.se. Arkiverad från originalet den 4 juni 2012. https://web.archive.org/web/20120604124725/http://www.friidrott.se/press/emguide_06.aspx. Läst 28 november 2016.
2. 1 2 3 4 5 6  Wiger 2006, s. 227.
3. 1 2 3 4 5 6 7 8 9 10 11 12 13 14  Wiger 2006, s. 230.
4. ↑  ”Stora SM 2006, dag 1”. turebergfriidrott.se. http://turebergfriidrott.se/statistik/SM2006/2006_resfred.htm. Läst 19 april 2013.
5. ↑  ”Stora SM 2007”. trackandfield.se. Arkiverad från originalet den 4 maj 2013. https://archive.is/20130504152109/http://www.proteamonline.se/storage/customers/978/editor/resultat%20sm%20i%20friidrott%202007.html. Läst 19 april 2013.
6. ↑  ”Stora SM 2008, dag 1”. trackandfield.se. http://www.trackandfield.se/Resultat/2008/080801.htm. Läst 20 maj 2013.
7. ↑  ”Stora SM 2009”. Arkiverad från originalet den 13 december 2009. https://archive.is/20091213202749/http://88.131.109.176/folksam/sm09/resultat.php. Läst 23 april 2013.
8. ↑  ”Stora SM 2010, dag 2”. trackandfield.se. http://www.trackandfield.se/resultat/2010/100820.htm. Läst 2 september 2013.
9. ↑  ”Stora SM 2011, dag 2” (htm). trackandfield.se. http://www.trackandfield.se/resultat/2011/110812.htm. Läst 17 april 2013.
10. ↑  ”Stora SM 2012, dag 1”. swedishtiming.se. Arkiverad från originalet den 7 mars 2016. https://web.archive.org/web/20160307130244/http://www.swedishtiming.se/resultat/120824.htm. Läst 16 april 2013.
11. 1 2 3 4 5  Wiger 2006, s. 232.
12. 1 2  ”Stora inne-SM 2003, resultat” (html). friidrott.stockholm.se. http://www.friidrott.stockholm.se/ism/resultat/p_resultat.html. Läst 14 april 2015.
13. ↑  ”Stora inne-SM 2002, resultat” (htm). Arkiverad från originalet den 13 december 2002. https://web.archive.org/web/20021213092936/http://m1.406.telia.com/~u40606160/ResultatISM.htm. Läst 14 april 2015.
14. ↑  ”Stora inne-SM 2004, resultat” (htm). idrottonline.se. Arkiverad från originalet den 23 november 2015. https://web.archive.org/web/20151123030953/http://iof2.idrottonline.se/ImageVaultFiles/id_16756/cf_78/040222ism.HTM. Läst 21 april 2015.
15. ↑  ”Stora inne-SM 2005, resultat” (pdf). mai.se. Arkiverad från originalet den 21 februari 2006. https://web.archive.org/web/20060221095925/http://www.mai.se/resultat/resultatlista-ism.2005.pdf. Läst 12 april 2015.
16. ↑  ”Stora inne-SM 2006 damer , resultat” (html). friidrott.stockholm.se. http://www.friidrott.stockholm.se/ism2006/resultat/f_kvinnor_resultat.html. Läst 6 april 2015.
17. ↑  ”Stora grabbars märke”. friidrott.se. Arkiverad från originalet den 31 mars 2016. https://web.archive.org/web/20160331202525/http://www.friidrott.se/historik/storagrabbar.aspx. Läst 26 oktober 2016.
18. ↑  ”Stora Grabbar personpresentation”. storagrabbar.se. http://www.storagrabbar.se/grabbar_9.html. Läst 26 oktober 2016.
19. ↑  ”Discus Throw Women - 10th IAAF World Championships In Athletics Helsinki (Olympic Stadium), Finland 06 Aug 2005 - 14 Aug 2005” (på engelska). iaaf.org. https://www.iaaf.org/competitions/iaaf-world-championships/10th-iaaf-world-championships-in-athletics-3365/results/women/discus-throw/final/result. Läst 13 januari 2017.
20. ↑  ”Discus Throw Women - 9th IAAF World Championships In Athletics Paris Saint-Denis (Stade de France), France 23 Aug 2003 - 31 Aug 2003” (på engelska). iaaf.org. https://www.iaaf.org/competitions/iaaf-world-championships/9th-iaaf-world-championships-in-athletics-2962/results/women/discus-throw/qualification/result. Läst 19 januari 2017.
21. ↑  ”European Athletics Championships - Göteborg 2006” (på engelska). european-athletics.org. http://www.european-athletics.org/competitions/european-athletics-championships/history/year=2006/results/index.html. Läst 9 augusti 2017.
22. ↑  ”European Athletics Championships - Barcelona 2010” (på engelska). european-athletics.org. http://www.european-athletics.org/competitions/european-athletics-championships/history/year=2010/results/index.html. Läst 12 april 2017.
23. ↑  ”Discus Throw Women - 4th IAAF/VTB Bank World Athletics Final Stuttgart (Gottlieb-Daimler Stadion), Germany 09 Sep 2006 - 10 Sep 2006”. iaaf.org. https://www.iaaf.org/results/iaaf-world-athletics-final/2006/4th-iaaf-world-athletics-final-3487/women/discus-throw/final/series. Läst 30 januari 2017.
24. ↑  ”Discus Throw Women - 5th IAAF World Athletics Final Stuttgart (Gottlieb-Daimler Stadion), Germany 22 Sep 2007 - 23 Sep 2007”. iaaf.org. https://www.iaaf.org/results/iaaf-world-athletics-final/2007/5th-iaaf-world-athletics-final-3655/women/discus-throw/final/series. Läst 30 januari 2017.
25. ↑  ”Discus Throw Women - 6th IAAF/VTB Bank World Athletics Final Stuttgart (Gottlieb-Daimler Stadion), Germany 13 Sep 2008 - 14 Sep 2008”. iaaf.org. https://www.iaaf.org/results/iaaf-world-athletics-final/2008/6th-iaafvtb-bank-world-athletics-final-3741/women/discus-throw/final/series. Läst 30 januari 2017.
26. 1 2 3 4 5  ”Personsida på AllAthletics” (på engelska). all-athletics.com. Arkiverad från originalet den 1 maj 2016. https://web.archive.org/web/20160501085814/http://www.all-athletics.com/node/148830. Läst 26 oktober 2016.
27. 1 2 3  ”Personsida på European Athletics' webbplats” (på engelska). european-athletics.org. http://www.european-athletics.org/athletes/group=s/athlete=133757-soderberg-anna/index.html. Läst 26 oktober 2016.
28. 1 2 3 4 5  ”Personsida hos IAAF” (på engelska). iaaf.org. https://www.iaaf.org/athletes/sweden/anna-soderberg-68587. Läst 26 oktober 2016.